# Афалины
Афали́ны (лат. Tursiops) — род дельфинов, состоящий из трёх видов: афалины (T. truncatus), индийской афалины (T. aduncus) и австралийской афалины (T. australis). Афалины являются самыми известными и распространёнными дельфинами. Длина тела составляет от 2 до 4 метров, масса от 150 до 650 килограммов. Средняя продолжительность жизни около 20 лет, однако могут жить и больше 40 лет.

## Классификация
Афалин относят к семейству дельфиновых инфраотряда китообразных. Согласно последним исследованиям род афалин включает три вида.
- Афалина (Tursiops truncatus)
  - Дальневосточная афалина (Tursiops truncatus gilli) — подвид афалин, представители которого обитают в Тихом океане и отличаются наличием чёрной линии от глаз до лба.
  - Черноморская афалина (Tursiops truncatus ponticus) — подвид афалин, представители которого обитают в Чёрном море.
- Индийская афалина (Tursiops aduncus), обитает в водах вокруг Индии, северной Австралии, Южного Китая, восточного побережья Африки, а также в Красном море; спина тёмно-серая, живот более светлый или почти белый с серыми пятнами.
- Австралийская афалина (Tursiops australis), вид признан самостоятельным в 2011 году[1], обитает в Порту-Филлип и области Гипсилендских озёр Виктории (Австралия).